# Плотогон

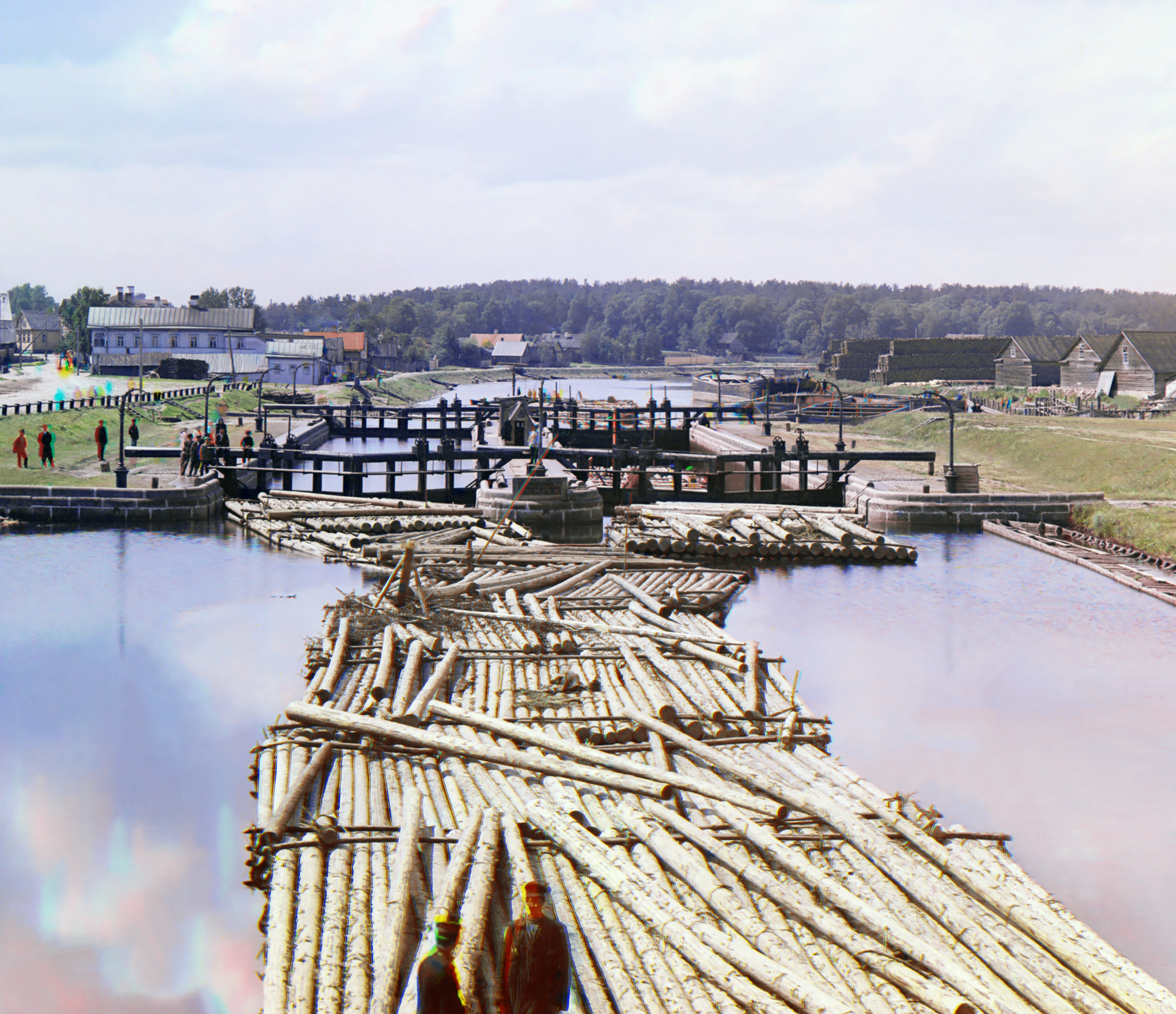
Сплав леса плотами через канал Императора Петра Великого, Шлиссельбург. С. М. Прокудин-Горский, 1909

Плотого́н — профессия работника, занимающегося перегонкой плотов по рекам.
Перегонка плотов по рекам при заготовке леса широко используется лесозаготовительной промышленностью. Иногда это единственный экономически оправданный способ доставки спиленного леса с мест рубки до мест первичной переработки и перевалки пиломатериалов на другие виды транспорта.
Плотогоны должны управлять движением плота на реках с неспокойным течением, быстро ликвидировать возникающие заторы. Для этого им приходится перепрыгивать с одной связки плота на другую, рискуя быть раздавленными или покалеченными.
Работа плотогона крайне травмоопасна и требует хорошей физической выносливости.